# Palmeiras do Manhuaçu
Palmeiras do Manhuaçu, também chamado de Palmeiras, é um distrito do município brasileiro de Manhuaçu, no interior do estado de Minas Gerais. Segundo o censo demográfico de 2022, realizado pelo Instituto Brasileiro de Geografia e Estatística (IBGE), sua população era de 2 061 habitantes e havia 663 domicílios particulares permanentes ocupados. Possui área de 53,73 km² conforme a Fundação João Pinheiro (FJP). Foi criado pela lei municipal nº 1.977 de 27 de dezembro de 1995.
Está localizado na zona rural do município, próximo à divisa com Simonésia, e tem a agricultura como importante atividade econômica. A consolidação do núcleo urbano do distrito é relativamente recente. Em 2023, foi iniciada a pavimentação da estrada que liga Palmeiras do Manhuaçu à sede de Manhuaçu.